# Viktor Radev
Viktor Radev, en Búlgaro: Виктор Бонев Радев, (Maritsa, 19 de noviembre de 1936 - 31 de agosto de 2014), es un exjugador búlgaro de baloncesto. Consiguió 2 medallas en competiciones internacionales con Bulgaria.